# Velocidad absoluta
La Velocidad Absoluta de un cuerpo es la variación de su vector de posición con respecto al tiempo observado desde un referencial fijo. El vector de posición puede variar en módulo (debido a una velocidad lineal) y dirección (debido a un giro, es decir, a una velocidad angular). Siempre que observemos desde un punto fijo percibiremos la misma velocidad pues es la variación del vector de posición lo que observamos y no el vector de posición en sí.
La velocidad absoluta de una partícula siempre se puede describir como velocidad lineal respecto a un punto fijo y giro (velocidad angular) respecto a él:

(2){\displaystyle \mathbf {v} _{P}(t)=\mathbf {v} _{O}(t)+\mathbf {v} _{P|O}(t)=\mathbf {v} _{O}(t)+\omega _{s}(t)\times \mathbf {r} _{P|O}(t)}

Donde:
{\displaystyle \mathbf {v} _{P}(t),\mathbf {v} _{O}(t)}, son las velocidades de las partículas O y P medidas por un observador inercial en el instante de tiempo t.
{\displaystyle \mathbf {r} _{P|O}(t)\;}, es el vector posición que apunta desde el punto O a punto P, que en general variará con el tiempo.
A veces, por comodidad, para llegar a esta expresión se suele expresar la velocidad absoluta como velocidad relativa respecto a un referencial más velocidad de arrastre de ese referencial.
- Datos: Q6160103